# Списък с епизоди на „Белия зъб“
Това е списъкът с епизодите на канадския сериал Белия зъб, излъчван през 1993 – 1994. Той има 1 сезон и 25 епизода. В основата му стои класическата едноименна новела на Джек Лондон. Разказва за историята на младия Мат Скот (Джеймз Улвет), неговото семейство и тяхното куче, наречено Белият зъб.

## Епизоди
| Епизод | Име                            |
| --- | ------------------------------ |
| 1 | Завръщане у дома               |
| Мат и баща му, съдия Адам Скот спасяват хъски, наречено Белият зъб, от злия му стопанин, който организира нелегални кучешки борби. Кейт, майката на Мат, превързва раненото животно. Първоначално то е оставено да седи отвън за нощта. Но след като спасява семейството от злия си бивш стопанин (който идва, за да го открадне и да си го върне обратно), той е приет в семейството. |                                |
| 2 | Рожденият ден                  |
| Белият зъб среща вълк близо до ранчото. Дядото на Мат идва за да празнува рожденият ден на своя внук. Междувременно Адам и Кейт планират парти-изненада за сина си. Но докато кара, Кейт засяда в езеро и Белият зъб и вълкът трябва да я спасят. Участват още: Джон Кери, Барбара О'Кели                                                                                              |                                |
| 3 | Дете-престъпник                |
| Мат се сприятелява с Еди в училище. По-малките ученици обаче му създават репутация на крадец. Участват още: Карл Ърбан (Дейвид) |                                |
| 4 | Срещу течението                |
| Стив, побойник, предизвиква Мат на юмручен бой. Причината е Маги, която Стив ревнува от Мат. А Адам обсъжда бъдещият строеж на мол. Участват още: Елтън Уокър, Вероника Логан (Маги), Джанлука Венантини (Стив) |                                |
| 5 | Последният полет               |
| Джон Питърс е стар пилот, по прякор Ястребово око. Той кани Мат на полет. Но когато кацат на пистата на семейство Скот, се разбиват. Участват още: Тони Гроузър (Джон Питърс) |                                |
| 6 | Врагът отвътре                 |
| Мат е запознава с Том Купър, приятел на Хан и ветеран от войната, който сега живее като отшелник. Съседите смятат, че този човек е убил овцете им и го застрелват. Участват още: Хон Бах (Том Купър), Джеймс Хейуър |                                |
| 7 | Заложникът                     |
| Мат и Белият зъб откриват мъж, заспал в хамбара. Той е Джей, приятел на Ханк. Скоро те научават, че той е беглец от закона. За да не бъде разрит, Джейк взема Мат за заложник. Участват още: Дейвид Аштън (Джейк) |                                |
| 8 | Див и свободен                 |
| Мат и Белият зъб откриват ранен мустанг в гората. Те го занасят вкъщи, където Кейт започва да го лекува. Участват още: Карън Тийтз (Джоана) |                                |
| 9 | Клинт Истууд, ти си никой      |
| Мат е спасен от странен каубой. Участват още: Хелмут Бъргър (Сам Колман) |                                |
| 10 | Пещерата                       |
| След като съдия Скот се разболява от варицела, Мат и Белият зъб отиват на излет, но са пленени в пещера. |                                |
| 11 | Усет за истина                 |
| Мат решава да открие защо Маги се страхува от животни. След като Мат и Белият зъб я убеждават, че няма нищо страшно в тях, скоро тя е нападната от диво прасе. Участват още: Вероника Логан (Маги), Стиг Ълдред |                                |
| 12 | Нагоре, нагоре и напред        |
| Дейвид, шерифът има изненада за семейство Скот. Той решава да ги заведе на разходка с балон. Белият зъб влиза в кошницата и щом тя излита, той остава сам във въздуха. За щастие успява да се приземи в планините. |                                |
| 13 | Вълк единак                    |
| Мат и Белият зъб помагат на Сам, щом научават, че изгледите за него са да бъде зарит от дългове. Скоро те решават да оберат банката и да спасят земята на Сам |                                |
| 14 | Горящата река                  |
| Съдия Скот и Мат са изненадани, щом виждат, че реката е пълна с мъртва риба. Изглежда г-н Дилън и Ханк са замесени в това. Участват още: Хелмут Бъргър (Сам Колман), Род Рийзър |                                |
| 15 | Бягство от местопрестъплението |
| Белият зъб е ударен от бърза кола. Кейте е много притеснена поради тежките рани на кучето, а Мат търси улики на мястото на случката. Но кой е направил това и е избягал. Участват още: Марк Харис, Меган Милър |                                |
| 16 | Разбита вяра                   |
| Белият зъб завежда Мат до блатата, където той разбира черните планове на Сам., Той иска да пресуши блатата. Родителите на Сам саз против, тъй като това може да унищожи природната среда в тях, но каубоят ги заплашва за живота им. Участват още: Хелмут Бъргър (Сам Колман), Род Рийзър                                                                                              |                                |
| 17 | Това чувство на любов          |
| Белият зъб открива красиво женско куче (вълкът от Рожденият ден). Маги ани Мат на парти. Но семейство скот се готви за тяхната сватба. Участват още: Джанлука Венантини (Стив), Вероника Логан (Маги) |                                |
| 18 | Извън обсег                    |
| Белият зъб и Мат намират мъртъв елен. Джоана им помага да открият причината. Ханк и Кейт смятат че животното е умряло от смъртоносната за вида си туберкулоза. Участват още: Карън Тийтз (Джоана) |                                |
| 19 | Мината                         |
| Мат се сприятелява с Тайлър, братовчеда на Маги. Когато те се разхождат с Белия зъб в гората, изведнъж се натъкват на златна мина. Падаща дъска вкарва Белият зъб и Тайлър в капан. Участват още: Вероника Логан (Маги), Езра Уудс (Тайлър) |                                |
| 20 | Славата на Блеър               |
| Мат, Белият зъб и Ханк отиват на излет в планината, но нещата свършват зле когато Ханк пада от скала. Участват още: Карън Тийтз (Джоана) |                                |
| 21 | Бракониери                     |
| Белият зъб лови риба в близката река, щом чува изстрел. Когато отива да провери, открива мъртвата си майка. Той отива да предупреди Мат и Кейт. Вече е започнал нелегален лов на елени и чичото на Дейвид, Хари, идва да го посети. Но мъжът носи опасни оръжия. Участват още: Иън Уоткинс (Чичо Рей)                                                                                  |                                |
| 22 | Зъби за спомен                 |
| Кейт сим спомня детството си, когато тя е яздила на кон с баща си, Том. По това време Мат се приготвя за пътешествие до Калгари, а Белият зъб открива умиращ вълк в гората. Участват още: Рой Мърдок (Том), Джоди Хилок (Кейт като малка) |                                |
| 23 | Голямата стъпка                |
| Свидетелство за Голямата стъпка край Ароутаун разпространява легендата из целия град. Репортерката Джесика Барнет идва да отрази събитието, а Мат се предлага за неин водач из околностите. Съдия Сот си мисли, че тази история е измислица. Участват още: Силвия Ранд (Джесика Барнет), Рик Лекинджър, Род Рийзър, Пол Кроу, Мериън Патън                                             |                                |
| 24 | Съкровището на Адам            |
| Съдия Скот и Белият зъб откриват загубен сандък в средата на гората. Сандъкът съдържа и карта с указано местопожение на съкровище. По-късно се оказва, че това е само примамка към парти-изненада за него. |                                |
| 25 | Подаръци от спомените          |
| Мат търси хубав подарък за своите родители за тяхната годишнина, но Белият зъб разваля изненадата веднага. Това много ядосва Мат. По-късно Белият зъб бяга при глутница вълци в планините. |                                |